# Тойнц
Тойнц (нім. Teunz) — громада в Німеччині, розташована в землі Баварія. Підпорядковується адміністративному округу Верхній Пфальц. Входить до складу району Швандорф. Складова частина об'єднання громад Оберфіхтах.
Площа — 30,74 км2. Населення становить 1829 ос. (станом на 31 грудня 2020).

## Галерея

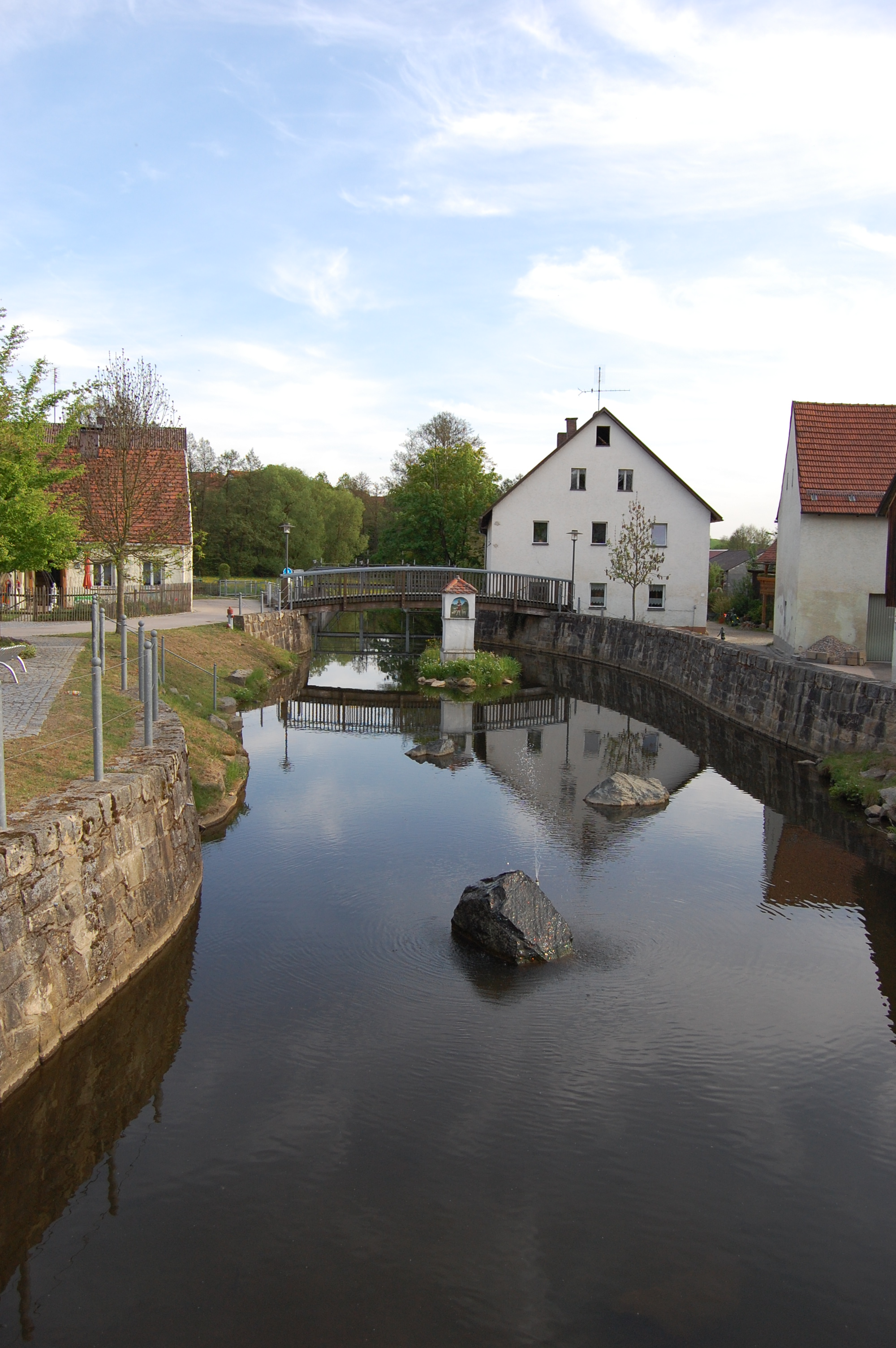
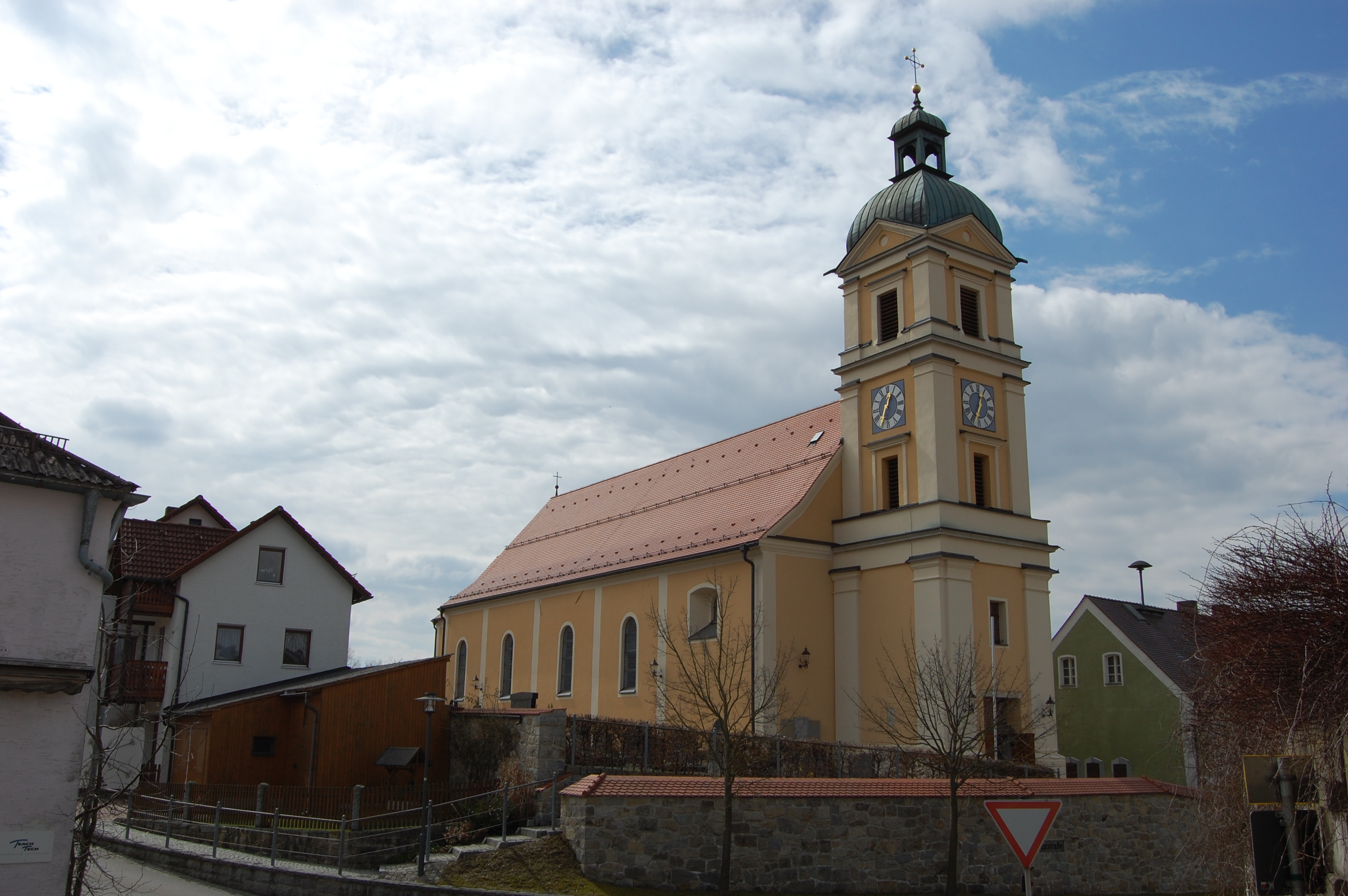